# Brian Pillman
Brian William Pillman (Cincinnati, 22 maggio 1962 – Bloomington, 5 ottobre 1997) è stato un wrestler e giocatore di football americano statunitense, noto per i suoi trascorsi nella World Championship Wrestling tra il 1990 e il 1995.
Pillman guadagnò la fama mondiale in WCW nei primi anni novanta con la gimmick del Loose Cannon, legata al suo carattere imprevedibile. È ricordato anche per i suoi brevi trascorsi nella Extreme Championship Wrestling e nella World Wrestling Federation.

## Carriera nel football americano
Fin da ragazzo Brian Pillman aveva desiderato di diventare un giocatore di football americano. Durante i suoi studi all'Università di Miami in Ohio giocò nei Miami RedHawks nel ruolo di defensive tackle. Dopo non essere stato scelto nel Draft NFL 1984, Pillman si accasò alla squadra della sua città, i Cincinnati Bengals, dove rimase per due anni. Nel 1986 passò ai canadesi dei Calgary Stampeders, tuttavia disputò soltanto poche partite con la squadra poiché un grave infortunio alla spalla lo costrinse al ritiro.

## Carriera nel wrestling

### Stampede Wrestling (1987–1990)
Conclusa la carriera nel football americano, Brian Pillman è rimasto in Canada e ha iniziato ad allenarsi come lottatore di wrestling con Stu Hart e i suoi figli. Ha debuttato il 25 novembre 1986 nella Stampede Wrestling, organizzazione sportiva con sede a Calgary e gestita dallo stesso Hart.
Si è così unito a Bruce Hart, figlio di Stu, formando la coppia nota come "Bad Company" che, il 5 aprile 1987, ha vinto lo Stampede International Tag Team Championship sconfiggendo in finale Ron Starr e Ángel Acevedo ("The Cuban Assassin"). Perso il titolo il 9 ottobre per un verdetto controverso in un combattimento con Jerry Morrow e Makhan Singh, la "Bad Company" lo ha riconquistato il 13 novembre nella ripetizione dell'incontro, per poi perderlo definitivamente il 22 luglio 1988 contro Jerry Morrow in coppia questa volta con Ángel Acevedo.
Nella Stampede Wrestling Pillman, come parte del suo personaggio, ha anche utilizzato la sua ex-ragazza e attuale moglie del wrestler Tommy Dreamer, Trisa Hayes (meglio nota come Beulah McGillicutty), presentandola al pubblico come sua sorella per essere apprezzato nel ruolo di face, facendola sedere a bordo ring con i lottatori cattivi che la schernivano in modo che lui potesse soccorrerla.

### World Championship Wrestling (1990–1995)
Nel 1989 Pillman, tornato negli Stati Uniti, approda nella National Wrestling Alliance (nel territorio della World Championship Wrestling), dove si fa conoscere come "Flyin' Brian" per l'abilità atletica e la varietà delle sue mosse aeree, fra cui particolarmente noti erano il suo Missile Dropkick e il Diving Crossbody. Qui comincia ad inserire nel proprio repertorio anche mosse della Lucha Libre messicana. Nella National Wrestling Alliance ha detenuto il titolo americano di coppia con Tom Zenk (da febbraio a maggio 1990) e ha conquistato due volte il WCW Cruiserweight Championship (ottobre 1991 e febbraio 1992).
Pillman effettua un turn heel nel 1992 per poi essere infortunato da Brad Armstrong.
Nel 1993 forma un tag team con Steve Austin chiamato The Hollywood Blonds che avrà una faida con Ricky Steamboat e Shane Douglas. Successivamente ebbe una faida con Arn Anderson e Ric Flair ed ebbe una possibilità per il WCW World Heavyweight Championship contro Lord Steven Regal, perdendo.
A fine 1995 Pillman iniziò a usare la gimmick di "Yellow Dog" Brian Pillman, un misto tra quella di Loose Cannon e quella usata in ECW. Pillman con questa gimmick appariva sempre con maglie raffiguranti teschi, gilet di pelle e occhiali da sole. Al ppv Clash of the Champions Brian prese Bobby Heenan per il collo urlando «What the fuck are you doing?» ("Che cazzo stai facendo?"), cosa che gli costò il licenziamento nel 1996; in realtà, tutto ciò era frutto di una storyline che avrebbe dovuto portare a un suo clamoroso ritorno, ma Pillman non ritornò mai.

### Extreme Championship Wrestling (1995–1996)
Subito dopo la sua partenza dalla WCW, Pillman tornò a Filadelfia, nella base della ECW; riappare durante ECW CyberSlam, il 17 febbraio 1996. Durante la serata, in un'intervista condotta nel ring da Joey Styles, Pillman ha insultato Bischoff, definendolo un "tuttofare", e un "pezzo di merda".
Dopo parecchi insulti, Pillman dice di voler urinare sul ring, ma viene affrontato dal booker Paul Heyman e da Tod Gordon; questo episodio dà vita alla faida con Shane Douglas.
Il 15 aprile Pillman ha un incidente con la sua Hammer H1 in Kentucky, rimanendo in coma per una settimana.

### World Wrestling Federation (1996–1997)
Il 10 giugno 1996 Brian Pillman debuttò nella World Wrestling Federation, unendosi dopo WrestleMania 13 alla Hart Foundation.
Dopo una breve faida con Steve Austin, ne cominciò un'altra con Goldust che proseguì fino alla sua morte.

## Morte
Il 5 ottobre 1997 avrebbe dovuto combattere contro Dude Love durante il pay-per-view Badd Blood; tuttavia la mattina stessa fu trovato senza vita nella sua camera d'albergo a Bloomington (Minnesota). La causa del decesso fu una forma di cardiopatia arteriosclerotica, rilevata dall'autopsia e mai diagnosticata prima; lo stesso scompenso cardiaco aveva portato alla morte anche il padre nel 1962.

## Personaggio

### Mosse finali
- Hangman's neckbreaker
- Springboard clothesline

### Manager
- Beulah McGillicutty
- Terri Runnels
- Woman

### Soprannomi
- "Flyin"
- "The Loose Cannon"

### Musiche d'ingresso
- Rocket (1987–1990)
- Rock Machine (1990–1995)
- Blondes Have More Fun (1995–1996)
- Ticking Time Bomb (1996–1997)

## Titoli e riconoscimenti

### Football americano
- Division I-AA All-American (1983)
- Division I-AA All-American Second Team (1982)
- MAC Defensive Player of the Year (1983)
- Ed Block Courage Award (1984)

### Wrestling
- Jim Crockett Promotions / World Championship Wrestling
  - WCW Light Heavyweight Championship (2)[3][4]
  - WCW World Tag Team Championship (1) – con Steve Austin[5]
  - NWA World Tag Team Championship (1) – con Steve Austin[6]
  - NWA United States Tag Team Championship (1) – con Tom Zenk[7]
  - NWA United States Tag Team Championship Tournament (1990) – con Tom Zenk
  - WCW Light Heavyweight Championship Tournament (1991)
- Pro Wrestling Illustrated
  - 18º tra i 500 migliori wrestler singoli nella PWI 500 (1993)
  - 85º tra i 500 migliori wrestler singoli nella PWI 500 Years (2003)
- Stampede Wrestling
  - International Tag Team Championship (2) – con Bruce Hart
  - Hall of Fame (1990)
- Wrestling Observer Newsletter
  - Rookie of the Year (1987)
  - Tag Team of the Year (1993) – con Steve Austin
  - Most Underrated (1994)
  - Feud of the Year (1997) – Hart Foundation vs. Steve Austin
- Canadian Wrestling Hall of Fame
  - Classe del 2016[8]